# 사이고 도라타로

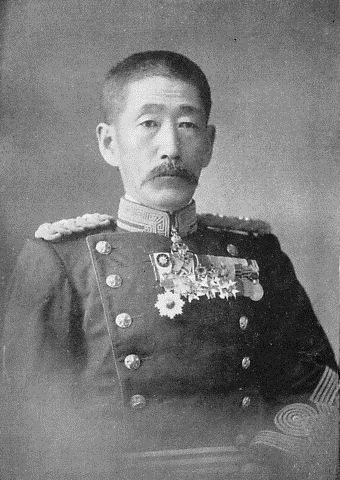
사이고 도라타로 후작·대령

사이고 도라타로(西郷寅太郎)는 일본의 육군 군인, 정치인(귀족원의원), 화족이다. 작위는 후작. 최종계급은 육군 대령.
부친 사이고 다카모리의 명예 회복과 더불어, 일본 육군과 귀족 사회에서 중요한 역할을 했으며, 포로 인권에 대한 선구적 태도로도 평가받는다.

## 가족 관계
- (증조부)사이고 다쓰에몬 다카미쓰(西郷龍右衞門隆充, 생년 미상 - 1852년 9월 1일, 사이고 기치베의 아들)
- (증조모)요쓰모토 요시테루(四本義照)의 여동생(생년 미상 - 1862년 5월 29일)
  - (조부)사이고 기치베(西郷吉兵衞, 1806년 - 1852년 9월 27일)
  - (조모)시하라 마사(椎原政佐, 생년 미상 - 1853년 음력 11월 29일)
    - (아버지)사이고 다카모리(西郷隆盛, 1828년 음력 12월 7일 ~ 1877년 9월 24일)
    - (어머니)이토코(糸子, 1843년 - 1922년 6월 11일, 이와야마 하치로타 나오하루(岩山八郎太直温)의 차녀)
      - (본인)사이고 도라타로(西郷寅太郎 , 1866년 음력 7월 12일 - 1919년 1월 1일)
      - (부인)노부코(信子, 소노다 사네노리(園田実徳)의 장녀)
        - (아들)사이고 다카유키(西郷隆幸)
        - (아들)사이고 다카테루(西郷隆輝, 1900년 - 1920년 11월)
        - (아들)사이고 기치노스케(西郷吉之助, 1906년 7월 20일 - 1997년 10월 12일)
          - (손자)사이고 기치타로(西郷吉太郎)

        - (아들)사이고 다카아키(西郷隆明, 1911년 - 1992년)
          - (손자)사이고 다카미쓰(西郷隆晄, 스타라이트 공업 사장)
          - (손자)사이고 다카히로(西郷隆廣)

| 전임 부친 다카모리의 유신 공훈으로 후작위 수여받음 | 제1대 사쓰마 사이고 후작가(종가) 당주 1902년 ~ 1919년 | 후임 사이고 다카테루 |